# Réserve indienne d'Oneida
Oneida est une réserve indienne américaine située dans le Wisconsin qui abrite des membres de la tribu nation onneioute du Wisconsin.

## Localités
- Ashwaubenon
- Chicago Corners
- Green Bay
- Hobart
- Howard
- Oneida